# 딜
딜(dill, Anethum graveolens)은 허브의 일종으로, 자라는 장소에 따라 여러해살이 허브, 한해살이 허브로 불린다. Anethum 속의 유일한 종이며, 시라(蒔蘿), 소회향(小茴香)으로도 부른다.

## 방향 효과
방향 효과는 다음과 같다.
- 아피올(Apiole), 딜아피올(Dillapiole)[3][4]
- 카르본(Carvone)[5][6]
- 미리스티신(Myristicin)[6][7]
- 엄벨리페론(Umbelliferone)[6]

## 독물학
독물학 분야에서의 향균 작용에 대한 설명은 다음과 같다.
- 황색포도상구균(Staphylococcus aureus)의 항균 작용[5]
- 사카로미세스 세레비시아(Saccharomyces cerevisiae)의 항균 작용[8][9]

## 쓰임새
처음은 약간 자극적이지만 바로 단맛으로 변하는 딜은 오이, 생선, 감자요리와 잘 어우러진다. 잎, 줄기, 씨앗, 꽃 모두 활용할 수 있으며 생선이나 새우 등을 마리네이드 할 때나 소스를 만들 때 쓰인다. 잎은 상쾌한 향을 살리기 위해 그대로 썰어 샐러드 등에 넣기도 한다.
딜파우더는 통후추를 갈아서 사용하듯이 딜의 씨앗을 갈아서 사용한다. 피클을 담글 때나 수프를 끓일 때 넣어 풍미를 더한다.